# Antoine de Févin
Antoine de Févin (environ 1470 – fin 1511 ou début 1512) est un compositeur franco-flamand, à l'époque de Josquin des Prés, avec lequel il partage bien des traits.

## Biographie
Févin naquit vraisemblablement à Arras. Son père était échevin, son frère Robert de Févin était également compositeur. Antoine quitta probablement Arras à la fin des années 1480. Aucune preuve n'existe d'un voyage en Italie, destination alors la plus répandue pour les compositeurs franco-flamands. Il devint vraisemblablement prêtre pendant les années 1490 (il n'en subsiste aucune preuve), et il se pourrait aussi qu'il ait obtenu une maîtrise dans une université quelconque puisque plus tard dans sa vie il se faisait appeler couramment maître. En 1507, il travaillait comme chanteur et compositeur au service du roi Louis XII de France, qui ne tarissait pas d'éloges à son égard. Il mourut à Blois.
Heinrich Glaréan, théoricien de la musique et biographe suisse, écrivait en 1547 que Févin était un disciple de Josquin, et qu'il mourut jeune ; il mentionne aussi qu'il était compositeur d'Orléans, mais c'est sans doute une référence à l’association entre cette ville et Louis XII (qui portait le titre de duc d'Orléans, mais résidait au château de Blois).

## Œuvres
Toutes les pièces de Févin qui subsistent sont des œuvres vocales. Il composa des messes, motets et chansons. Stylistiquement sa musique est semblable à celle de Josquin pour la clarté de texture et de conception et sa nature relativement moderne : Févin composait évidemment dans les styles les plus courants à son époque, adoptant la méthode consistant à mettre en contraste des sections imitatives avec d’autres homophoniques, comme on commença à le faire beaucoup autour de 1490. Contrairement à Josquin, il se préoccupait moins de l’adaptation du texte à la musique que de la structure formelle ; il y a des maladresses parfois dans le placement de certains mots, mais les structures à une plus grande échelle sont faciles à suivre. Il aimait aussi tout particulièrement faire contraster des duos vocaux avec le chœur entier.
Il utilisa parfois la fantaisie contrapuntique libre (free contrapuntal fantasy : contrepoint mélismatique ?), plus tard mise au point par Josquin; des fragments de cantus firmus imprègnent la texture, conférant un sentiment d’unité et de totale égalité des voix.
Subsistent aujourd'hui 14 messes (dont le Requiem d'Anne de Bretagne et la messe Mente tota, 3 lamentations, 3 Magnificat, 14 motets (dont le très beau Descende in hortum meum, sur un texte tiré du Cantique des cantiques de Salomon) et 17 chansons.

## Hommages
- Doulce Mémoire, ensemble de musique ancienne , sort un album "de Févin: Requiem d'Anne de Bretagne"[1], dirigé par Denis Raisin Dadre. Les Gwerzioù sont interprétées par Yann-Fañch Kemener.

## Sources
1. ↑  « de Févin: Requiem d'Anne de Bretagne » (consulté le 12 juillet 2024)

- Articles « Antoine de Févin » et « Robert de Févin » dans The New Grove Dictionary of Music and Musicians, éd. Stanley Sadie. 20 vol. Londres, Macmillan Publishers Ltd., 1980.  (ISBN 1561591742). Seconde édition : 2000.
- Gustave Reese, Music in the Renaissance. New York, W.W. Norton & Co., 1954.  (ISBN 0393095304)